# Phalangeroidea
Phalangeroidea – nadrodzina ssaków niższych z podrzędu workolotokształtnych (Phalangerida) w obrębie rzędu dwuprzodozębowców (Diprotodontia).

## Rozmieszczenie geograficzne
Nadrodzina obejmuje gatunki występujące na Nowej Gwinei i w Australii.

## Podział systematyczny
Do nadrodziny należą następująca występująca współcześnie rodzina:
- Phalangeridae Rafinesque, 1815 – pałankowate

Opisano również rodziny wymarłe:
- Ektopodontidae Stirton, Tedford & Woodburne, 1967
- Miralinidae Woodburne, Pledge & M. Archer, 1987